# Andrzej Zubrzycki
Andrzej Zubrzycki (ur. 23 października 1892 w Tarłowie, zm. 1942 w Ostrowcu Świętokrzyskim) – polski nauczyciel, działacz społeczny, polityk, poseł na Sejm w II RP.

## Życiorys
Pracę nauczycielską rozpoczął w Tarłowie w styczniu 1916, a kierownikiem szkoły został w 1922. W latach 30. był kierownikiem szkoły powszechnej w Ostrowcu Świętokrzyskim nad Kamienną oraz działał w Związku Rezerwistów i Związku Strzeleckim.
W 1935 roku został posłem na Sejm IV kadencji (1935–1938) wybranym 12 764 głosami z okręgu na 30 (powiaty: opatowski i iłżecki). Pracował w komisji oświatowej.
Pochowany na Cmentarzu Parafialnym w Ostrowcu Świętokrzyskim (sektor L1-A-10).
Był mężem Marii z Oczkowiczów (1895–1957).

## Ordery i odznaczenia
- Srebrny Krzyż Zasługi (10 listopada 1933)[4]